# BN (zespół muzyczny)
BN (:B:N:, Biaz nazwy; biał. :Б:Н:, «Бяз назвы») – białoruski zespół rockowy założony w 1999 roku w Berezie w obwodzie brzeskim. Liderem zespołu jest wokalista i gitarzysta Alaksandr Lutycz, jedyny członek grupy pozostający w jej składzie nieprzerwanie od jej powstania. Teksty piosenek :B:N: tworzone są w języku białoruskim, a autorem większości z nich jest Siarhiej Maszkowicz. Styl muzyczny zespołu można scharakteryzować jako rock alternatywny z elementami grunge’u, punk rocka czy metalu alternatywnego. Poza Białorusią grupa koncertowała także wielokrotnie w Polsce.

## Historia

### Początki iNie trywaj(1999–2004)
Zespół został założony w grudniu 1999 roku przez wokalistę i gitarzystę Alaksandra Lutycza. W pierwszym składzie grupy znaleźli się także perkusista Ramuald Paźniak, gitarzysta Iwan Kiwatycki oraz basista Juryj Ściapanau, natomiast autorem tekstów piosenek od początku był Siarhiej Maszkowicz. Pierwszy koncert odbył się w Baranowiczach razem z zespołem Mlecznyj put'. W październiku 2000 roku z zespołu odszedł Iwan Kiwatycki, którego zastąpił Andrej Łuhaj. W grudniu muzycy wzięli udział w festiwalu Tri szurupa w Grodnie. W 2001 roku grupa zwyciężyła na festiwalu Rok-koła w Nowopołocku z utworem „Woś takuju b...” w kategorii Najlepsza piosenka liryczna, a w sierpniu zadebiutowała na Festiwalu Muzyki Młodej Białorusi Basowiszcza. W listopadzie Andreja Łuhaja zastąpił Maksim Litwiniec. Wiosną 2002 roku zespół wydał płytę demo pod tytułem Praz siabie, na której znalazło się dziesięć kompozycji. Latem tego samego roku :B:N: po raz drugi wystąpił na festiwalu Basowiszcza, tym razem zdobywając nagrodę gminy Gródek. Dzięki wygranej zespół pojawiał się na wielu kolejnych edycjach już w charakterze headlinera. W listopadzie 2002 roku z zespołu odszedł Juryj Ściapanau, którego w charakterze basisty zastąpił Maksim Szołachau.
2 czerwca 2003 roku muzycy rozpoczęli zapis debiutanckiego albumu. W marcu 2004 roku zespół pojawił się w dwóch programach pierwszego kanału białoruskiej państwowej telewizji – telefestiwalu Na skryżawańniach Jeuropy oraz programie Kropka. 21 kwietnia na swojej stronie internetowej grupa opublikowała singel „Harady”. Cztery dni później muzycy wystąpili na festiwalu Hienierały ajczynnaha roku w Mińsku. 27 kwietnia 2004 roku :B:N: wydał swój pierwszy album studyjny Nie trywaj. Oprócz premierowych utworów znalazły się na nim także cztery piosenki z płyty demo w nowych aranżacjach. Prezentacja albumu miała odbyć się 15 maja w bereskim klubie Fłaminha, została jednak odwołana z przyczyn niezależnych od zespołu.

### OdŻywie rock'n'rolldoKrok za krokam(2004–2012)

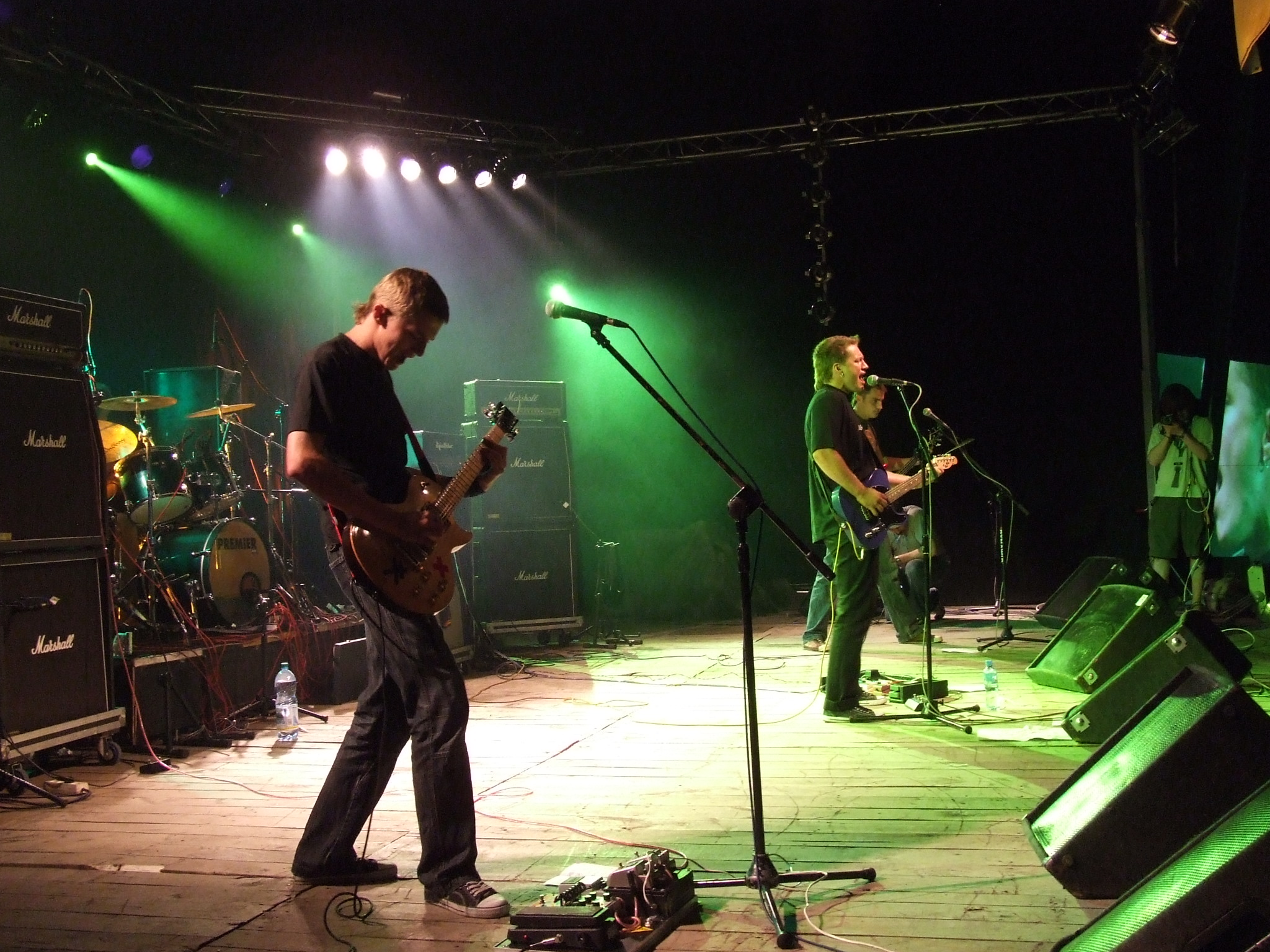
Występ zespołu na festiwalu Basowiszcza 2007

11 sierpnia 2004 roku zespół opublikował singel „Spirali”. W 2006 roku grupa rozpoczęła współpracę z menedżerem Igorem Znykiem, co zaowocowało zwiększeniem się liczby koncertów. Latem tego roku :B:N: wystąpił w Polsce na festiwalach Union of Rock w Węgorzewie oraz IV Fląder Pop Festiwal w Gdańsku. Na przełomie lipca i sierpnia 2006 roku grupa wydała drugi album studyjny Żywie rock'n'roll!. 1 grudnia odbyła się prezentacja płyty w mińskim klubie Juła. W 2007 roku zespół aktywnie koncertował zarówno w Polsce, jak i na Białorusi. Grupa wzięła także udział w kilku festiwalach i galach, takich jak Rok-karanacyja, Adboryszcza czy Basowiszcza. W sierpniu w Warszawie nakręcono klipy do utworów „Dażdżami” i „Kryły”. W kolejnych dwóch latach zespół kontynuował swą działalność koncertową.

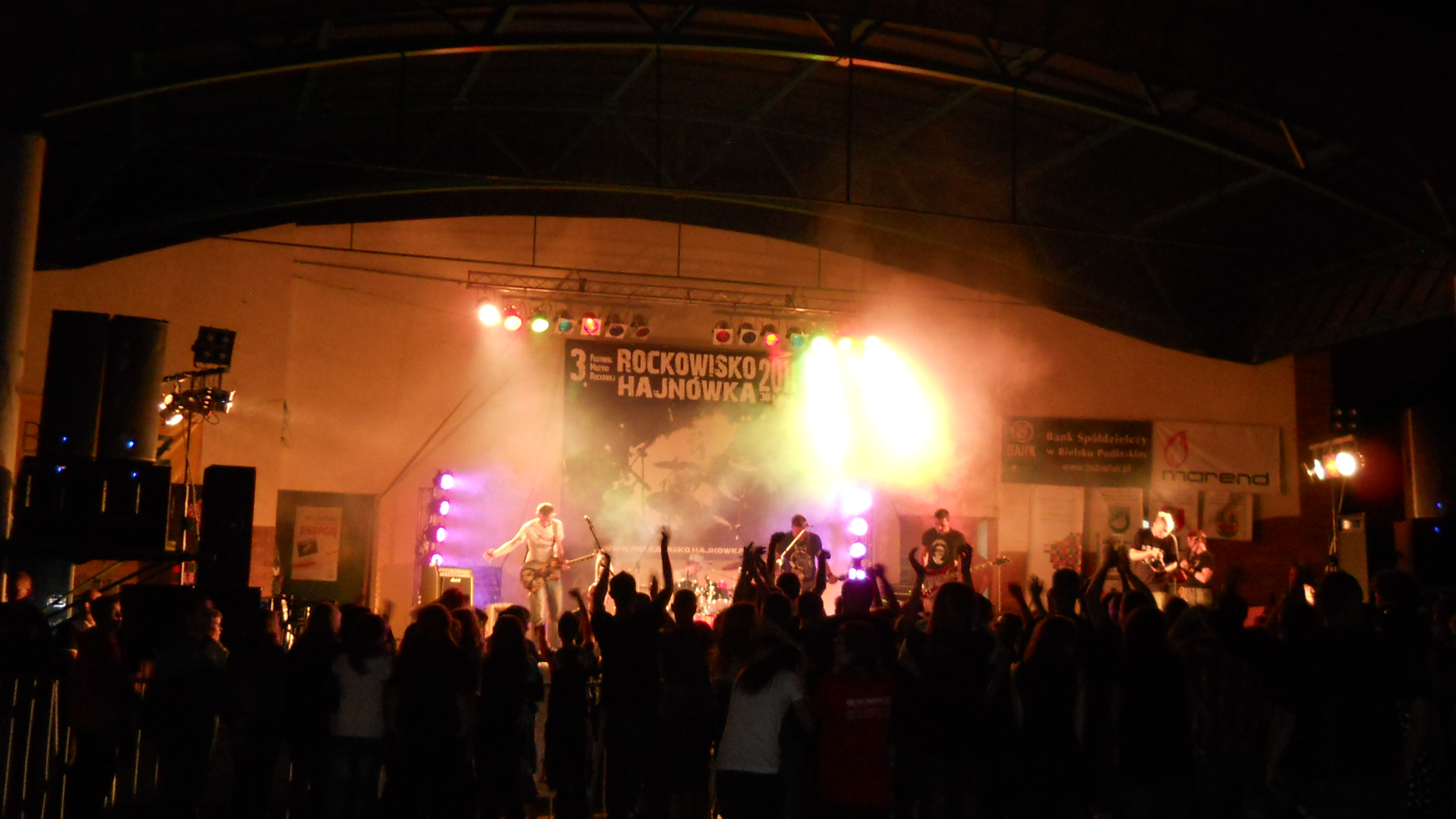
Występ zespołu na festiwalu Rockowisko 2011 w Hajnówce

20 listopada 2009 roku na scenie mińskiego klubu R-club zespół :B:N: świętował jubileusz dziesięciolecia istnienia. Na koncercie w charakterze gości wystąpiły także grupy IQ48, Krok, Kalmary, Bee oraz Alaksandr Kulinkowicz i Aleh Chamienka. W marcu 2010 roku muzycy ogłosili rozpoczęcie prac nad nowym materiałem w mińskim studiu Siełach. Alaksandr Lutycz zapowiedział także nagranie przez :B:N: po raz pierwszy w jego dziejach dwóch piosenek w języku rosyjskim, do czego jednak ostatecznie nie doszło. 24 czerwca zespół opublikował singel „Żyćcio majo” jako zwiastun kolejnego albumu. 27 listopada odbył się wspólny koncert :B:N: i grupy IQ48.  30 lipca 2011 grupa wystąpiła na 3. Festiwalu Muzyki Rockowej Rockowisko w Hajnówce jako jedyny zespół zagraniczny. Grupa spotkała się z entuzjastycznym przyjęciem publiczności. 4 kwietnia 2012 :B:N: wydał singel „Zrabi siabie sam”, składający się z dwóch utworów z przygotowywanej nowej płyty. 20 września 2012  na stronie internetowej Euroradio opublikował trzeci album studyjny Krok za krokam. Znalazło się na nim czternaście premierowych utworów oraz cover piosenki „Czyrwonaja ruża” białoruskiej grupy folk rockowej Piesniary. Prezentacja albumu odbyła się 10 października 2012 roku w mińskim klubie Re:Public.

### Szukaj swajoiKodżyccia(od 2013)
14 marca 2013 roku zespół wydał akustyczny singel „Nie trywaj”, będący zapowiedzią albumu Acoustic EP. Płyta została opublikowana 17 kwietnia, a w jej skład weszło sześć przebojów :B:N: w wersjach akustycznych. Latem 2013 roku po raz kolejny zmienił się skład zespołu – Maksima Litwinca i Alaksandra Zajcaua zastąpili gitarzysta Juryj Bardouski i basista Alaksandr Silicki. 7 października 2013 roku zespół wydał podwójny A-side'owy singel „Palusy”/„Wiartannie”. W listopadzie 2014 roku grupa przedstawiła drugą część akustycznego projektu w postaci aranżacji z udziałem fortepianu. W 2015 roku :B:N: wydał swój czwarty album studyjny, Szukaj swajo, na którym znalazło się dziewięć utworów.
Jesienią 2015 roku lider zespołu Alaksandr Lutycz ogłosił zamiar eksperymentowania z elementami muzyki elektronicznej. 21 listopada tego roku odbył się wspólny koncert grupy z polskim zespołem rockowym Lao Che, na potrzeby którego muzycy przygotowali elektryczną wersję tytułowego utworu z albumu Szukaj swajo, której nagranie studyjne zostało opublikowane 31 października 2016 roku. Wcześniej, 10 lutego 2016 roku grupa wydała singel „Chwali”, nagrany z udziałem  perkusisty zespołu IQ48 i beatmakera Tony'ego Fadda, tekst piosenki napisał zaś wokalista tej grupy Jauhien Buzouski. 17 września 2017 roku :B:N: przedstawił kolejny singel „Biaży za mnoj”. Sześć dni później muzycy wystąpili w programie Belsat Music Live, transmitowanym przez telewizję Biełsat, gdzie wykonali pięć piosenek.
Na przełomie 2017 i 2018 roku zespół dokonał zapisu piosenek na nową płytę. Jej zapowiedzią był zaprezentowany 5 kwietnia 2018 roku na falach Radia Stalica singel „Dychaj hłybiej”. 13 kwietnia 2018 roku grupa wydała piąty album studyjny pod nazwą #kodżyccia. Jednocześnie z wydaniem płyty zmianom uległ skład :B:N: – do zespołu został przyjęty klawiszowiec Daniła Lach, a w miejsce gitarzysty Juryja Bardouskiego i basisty Alaksandra Silickiego pojawili się Pawieł Janouski i Wital Dźmitrewicz. Album grupy został zaprezentowany 25 kwietnia w mińskim klubie Brugge.

## Skład

### Obecny skład zespołu
- Alaksandr Lutycz – wokal, gitara, autor muzyki (od 1999)
- Pawieł Janouski – gitara, wokal (od 2018)
- Wital Dźmitrewicz – gitara basowa (od 2018)
- Daniła Lach – klawisze (od 2018)
- Vicky Fates – perkusja (od 2020)
- Siarhiej Maszkowicz – autor tekstów (od 1999)

### Byli członkowie zespołu
- Iwan Kiwatycki – gitara (1999–2000)
- Juryj Ściapanau – gitara basowa (1999–2002)
- Ramuald Paźniak – perkusja (1999–2012)
- Andrej Łuhaj – gitara (2000–2001)
- Maksim Litwiniec – gitara (2001–2013)
- Maksim Szołachau – gitara basowa (2002–2005)
- Alaksandr Zajcau – gitara basowa (2005–2013)
- Dzmitryj Charytanowicz – perkusja (2012–2019)
- Juryj Bardouski – gitara (2013–2018)
- Alaksandr Silicki – gitara basowa (2013–2018)[52]

## Dyskografia

### Albumy studyjne
| Rok  | Dane dot. albumu | Źródło |
| ---- | --- | ------ |
| 2004 | Nie trywaj - Oryginalna pisownia tytułu: Не трывай - Data wydania: 27 kwietnia 2004 - Wydawca: BMA-group            | [ 53 ] |
| 2006 | Żywie rock'n'roll! - Oryginalna pisownia tytułu: Жыве rock'n'roll! - Data wydania: lipiec 2006 - Wydawca: BMA-group | [ 16 ] |
| 2012 | Krok za krokam - Oryginalna pisownia tytułu: Крок за крокам - Data wydania: 20 września 2012 - Wydawca: BMA-group   | [ 35 ] |
| 2015 | Szukaj swajo - Oryginalna pisownia tytułu: Шукай сваё - Data wydania: 19 marca 2015 - Wydawca: Wigma                | [ 54 ] |
| 2018 | #kodżyccia - Oryginalna pisownia tytułu: #коджыцця - Data wydania: 13 kwietnia 2018 - Wydawca: Piarszak             | [ 49 ] |

### Minialbumy
| Rok  | Dane dot. albumu                             | Źródło        |
| ---- | -------------------------------------------- | ------------- |
| 2013 | Acoustic EP - Data wydania: 17 kwietnia 2013 | [ 38 ] [ 55 ] |
| 2014 | Piano EP - Data wydania: 12 listopada 2014   | [ 41 ]        |

### Demo
| Rok  | Dane dot. albumu                                                                  | Źródło |
| ---- | --------------------------------------------------------------------------------- | ------ |
| 2002 | Praz siabie - Oryginalna pisownia tytułu: Праз сябе - Data wydania: kwiecień 2002 | [ 56 ] |

### Single
| Rok  | Dane dot. singla                                                                                             | Album              |
| ---- | --- | ------------------ |
| 2004 | „Harady” - Oryginalna pisownia tytułu: „Гарады” - Data wydania: 21 kwietnia 2004                             | Żywie rock'n'roll! |
| 2004 | „Spirali” - Oryginalna pisownia tytułu: „Спіралі” - Data wydania: 11 sierpnia 2004                           | Żywie rock'n'roll! |
| 2010 | „Życcio majo” - Oryginalna pisownia tytułu: „Жыццё маё” - Data wydania: 24 czerwca 2010                      | –                  |
| 2012 | „Zrabi siabie sam” - Oryginalna pisownia tytułu: „Зрабі сябе сам” - Data wydania: 4 kwietnia 2012            | Krok za krokam     |
| 2013 | „Nie trywaj” - Oryginalna pisownia tytułu: „Не трывай” - Data wydania: 14 marca 2013                         | Acoustic EP        |
| 2013 | „Palusy”/„Wiartannie” - Oryginalna pisownia tytułów: „Палюсы”/„Вяртанне” - Data wydania: 7 października 2013 | Szukaj swajo       |
| 2016 | „Chwali” - Oryginalna pisownia tytułu: „Хвалі” - Data wydania: 10 lutego 2016                                | #kodżyccia         |
| 2016 | „Szukaj swajo” - Oryginalna pisownia tytułu: „Шукай сваё” - Data wydania: 31 października 2016               | #kodżyccia         |
| 2017 | „Biaży za mnoj” - Oryginalna pisownia tytułu: „Бяжы за мной” - Data wydania: 17 września 2017                | #kodżyccia         |
| 2018 | „Dychaj hłybiej” - Oryginalna pisownia tytułu: „Дыхай глыбей” - Data wydania: 5 kwietnia 2018                | #kodżyccia         |
| 2020 | „Wybar” - Oryginalna pisownia tytułu: „Выбар” - Data wydania: 11 maja 2020                                   | –                  |
| 2021 | „Majaki” - Oryginalna pisownia tytułu: „Маякі” - Data wydania: 26 listopada 2021                             | –                  |
| 2022 | „Wydychaj” - Oryginalna pisownia tytułu: „Выдыхай” - Data wydania: 21 stycznia 2022                          | –                  |

### Wydawnictwa, na których znalazły się utwory zespołu
| Rok  | Dane dot. albumu                                                                            | Utwór                                                   | Źródło        |
| ---- | ------------------------------------------------------------------------------------------- | ------------------------------------------------------- | ------------- |
| 2003 | Nasza muzyka 1 - Data wydania: listopad 2003 - Wydawca: Arlo Music                          | „Nie trywaj”                                            | [ 59 ]        |
| 2003 | Viza Niezależnaj Respubliki Mroja - Data wydania: 29 grudnia 2003 - Wydawca: BMA-group      | „Dzied Maroz”                                           | [ 60 ]        |
| 2004 | Hienierały ajczynnaha roku - Data wydania: 25 kwietnia 2004 - Wydawca: BMA-group            | „Harady”                                                | [ 61 ]        |
| 2005 | Premjer Tuzin 2005 - Data wydania: listopad 2005 - Wydawca: West Records                    | „Spirali”                                               | [ 62 ]        |
| 2006 | Dychać! - Data wydania: 10 lipca 2006 - Wydawca: Huki i malunki                             | „Modniki”                                               | [ 63 ] [ 64 ] |
| 2006 | Pieśni swabody-2 - Data wydania: 27 lipca 2006 - Wydawca: VoliaMusic                        | „Ciahnik”                                               | [ 65 ]        |
| 2007 | Pieśni swabody-3. Pł. Kalinouskaha - Data wydania: 19 marca 2007 - Wydawca: VoliaMusic      | „Byu czas”                                              | [ 66 ] [ 67 ] |
| 2007 | Ochota-18 - Data wydania: wiosna 2007 - Wydawca: Bomba-Pitier                               | „Dażdżami”                                              | [ 68 ] [ 69 ] |
| 2008 | Premjer Tuzin 2007 - Data wydania: 30 stycznia 2008 - Wydawca: Nowaja Muzycznaja Kampanija  | „Dażdżami”                                              | [ 70 ]        |
| 2008 | NiezależnyJA - Data wydania: 25 marca 2008 - Wydawca: BMA-group                             | „Zahinułym paetam pryświaczajecca” (feat. Lawon Wolski) | [ 71 ]        |
| 2009 | Premjer Tuzin 2008 - Data wydania: 27 stycznia 2009 - Wydawca: BMA-group                    | „Zahinułym paetam pryświaczajecca” (feat. Lawon Wolski) | [ 72 ]        |
| 2010 | Prawa maładych – pierszy muzyczny blin - Data wydania: 23 marca 2010 - Wydawca: BHMHA Aazis | „Huzik”                                                 | [ 73 ]        |
| 2013 | Miesto podpisi. Tribjut Neuro Dubel - Data wydania: 7 lutego 2013                           | „Huzik”                                                 | [ 74 ] [ 75 ] |

## Teledyski
| Rok  | Tytuł                | Pisownia oryginalna |
| ---- | -------------------- | ------------------- |
| 2006 | „Kaniusznia”         | „Канюшня”           |
| 2007 | „Ciahnik”            | „Цягнік”            |
| 2007 | „Dażdżami”           | „Дажджамі”          |
| 2008 | „Kryły”              | „Крылы”             |
| 2008 | „Żywie rock'n'roll!” | „Жыве rock'n'roll!” |
| 2014 | „Popieł”             | „Попел”             |
| 2015 | „Wiartannie”         | „Вяртанне”          |
| 2017 | „Biaży za mnoj”      | „Бяжы за мной”      |
| 2018 | „Płanieta, paczakaj” | „Планета, пачакай”  |
| 2020 | „Wybar”              | „Выбар”             |
| 2021 | „Majaki”             | „Маякі”             |